# Gonzalo P. Curiel

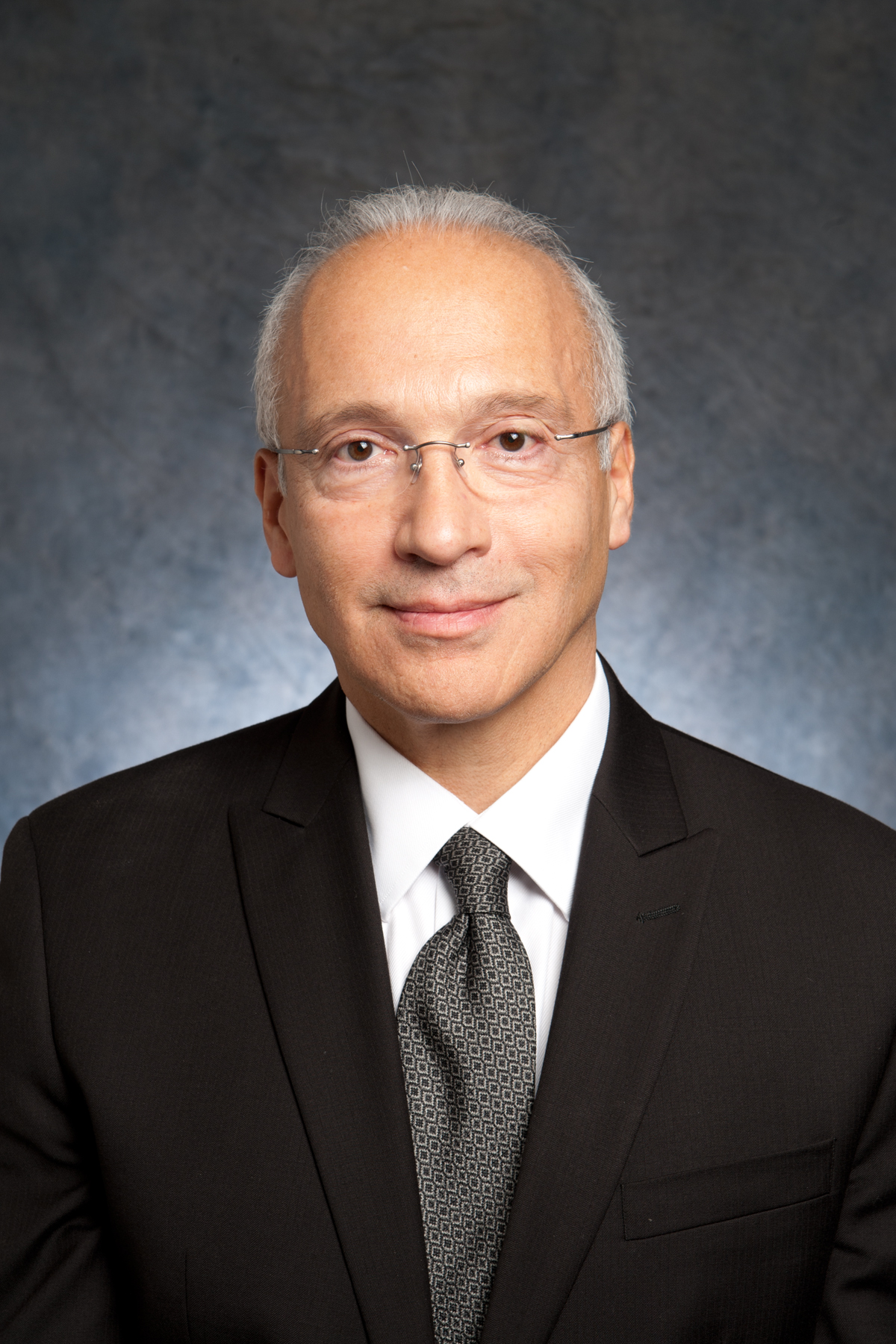
Gonzalo P. Curiel (2016)

Gonzalo Paul Curiel  (geboren 1953 in East Chicago, Indiana) ist ein amerikanischer Bundesrichter für den Gerichtsbezirk Südkalifornien.

## Ausbildung und berufliche Laufbahn
Curiel wurde 1953 in East Chicago als jüngstes von vier Kindern von Salvador und Francisca Curiel geboren. Seine Eltern waren 1946 aus Mexiko eingewandert und hatten dort lediglich eine Grundschule besucht. Nach dem Besuch einer katholischen Schule, des Bishop Noll Institute, begann er zunächst ein Musikstudium an der Indiana University Bloomington und wechselte dann zu einem Jurastudium, das er 1979 an der Indiana University Maurer School of Law mit dem Doktorgrad Juris Doctor abschloss. Danach arbeitete er zunächst 10 Jahre lang in verschiedenen Anwaltskanzleien und anschließend 17 Jahre lang für die Bundesstaatsanwaltschaft in Kalifornien, unter anderem als stellvertretender Bundesstaatsanwalt. Als Chef der Abteilung für Drogenkriminalität verfolgte er das Tijuana-Kartell und erhielt deshalb Morddrohungen, die ihn zwangen, ein Jahr lang bewacht auf einer Basis der U.S. Navy in San Diego und an anderen wechselnden Orten zu leben. 2006 ernannte Kaliforniens Gouverneur Arnold Schwarzenegger ihn zum Richter für das Bezirksgericht in San Diego. 2011 nominierte Barack Obama ihn als Bundesrichter in Südkalifornien, das dafür zuständige United States Senate Committee on the Judiciary bestätigte die Ernennung im September 2012.

## Ermittlungen gegen die „Trump-Universität“
Im Februar 2014 ließ Curiel zwei Sammelklagen ehemaliger Studenten der „Trump-Universität“ zu, die behaupteten, von Trump über Charakter und Inhalt der Ausbildung getäuscht worden zu sein. So habe er behauptet, die Universität sei akkreditiert gewesen – was nicht der Fall war – und Ausbildung durch Experten sowie ein einjähriges Praktikum zugesichert, diese Zusagen aber nicht eingehalten. Eine der Klagen, Cohen v. Trump,  bezeichnete die „Universität“ als kriminelle Organisation nach dem RICO-Act von 1970. Am 27. Mai 2016 gab Curiel einer Bitte der Washington Post auf Veröffentlichung einiger Dokumente der Anklage wegen öffentlichen Interesses statt. Nach seinem Sieg bei der Präsidentschaftswahl bot Trump eine Entschädigung von 25 Millionen Dollar an, von denen 21 Millionen an die von Curiel zugelassenen Kläger in San Diego fließen sollten, diese nahmen Trumps Angebot an.
Während seines Vorwahlkampfs und im Präsidentschaftswahlkampf griff Donald Trump Curiel wieder holt wegen seiner „mexikanischen Herkunft“ scharf an. In einem Interview mit dem „Wall Street Journal“ verwies er auf Curiels „mexikanisches Erbe“; weil er, Trump, eine Mauer an der mexikanischen Grenze bauen wolle, gebe es hier einen klaren Interessenkonflikt. Auf einer Wahlkampfveranstaltung in San Diego bezeichnete er Curiel als einen „Mexikaner“, „Donald-Trump-Hasser“ und „Schande“ – im Original: “hater of Donald Trump,” “disgrace,” –  und verlangte seinen Rücktritt wegen Befangenheit:

“What happens is the judge, who happens to be, we believe, Mexican, which is great. I think that’s fine,”

„Was geschah, ist, dass der Richter, ich glaube, Mexikaner ist, was großartig ist. Ich glaube, das ist gut“

Trumps Äußerungen stießen bei Juristen und Politikern der beiden großen amerikanischen Parteien auf heftige Kritik. Der Chefjurist des Fernsehsenders ABC, Dan Abrams, nannte die Vorwürfe „für jeden Juristen mit Selbstachtung, der an die Integrität unseres Rechtssystems glaubt, beleidigend“. Russ Wheeler, der dreißig Jahre lang für das Federal Judicial Center , die zentrale Forschungsstelle der amerikanischen Bundesgerichte, arbeitete, verwies auf ähnliche Angriffe des 1964 und 1968 gescheiterten Präsidentschaftskandidaten George Wallace, eines entschiedenen Anhängers der Rassentrennung, auf einen Bundesrichter. Charles Gardner Geyh, ein Rechtsprofessor an der University of Indiana, hob hervor, dass sich die Kritik Trumps nicht auf eine spezielle Entscheidung Curiels, sondern auf seine Abstammung von mexikanischen Eltern und seine Ernennung durch Obama beziehe. Dies sei eine neue Qualität von Richterschelte. Meredith Kelly, Sprecherin des demokratischen Wahlkomitees für den Kongress, und der republikanische  Senator Ben Sasse, bezeichneten dessen Äußerungen als rassistisch.

“Public Service Announcement: Saying someone can’t do a specific job because of his or her race is the literal definition of ‘racism,’”

„Die Behauptung, jemand könne einen speziellen Job aufgrund seiner oder ihrer Rasse nicht ausüben, ist die wörtliche Definition von Rassismus“

Auch Marco Rubio, Paul Ryan, John Kasich und Jeff Flake distanzierten sich von Trumps Äußerungen. Trotzdem hielt Trump an seiner Ablehnung Curiels aufgrund dessen Abstammung fest. „Ich versuche nur, herauszubekommen, warum ich von einem Richter so unfair behandelt werde“, sagte er bei Fox News zur Erklärung seiner Äußerungen.

## Persönliches
Curiel ist ein versierter Jazzgitarrist. Seine Frau ist Bewährungshelferin, er hat eine Tochter. Er ist Mitglied der internationalen Studentenvereinigung Kappa Alpha Psi, die 1911 an der Indiana University Bloomington ausdrücklich als Studentenverbindung ohne Zugangsbeschränkungen nach Nationalität, Hautfarbe oder Religion gegründet wurde.